# Cvartet de coarde nr. 2 (Ceaikovski)
Cvartetul de coarde nr. 2 Fa major opus 22 este un cvartet de coarde de Piotr Ilici Ceaikovski, scris în perioada decembrie 1873–ianuarie 2874.

## Istorie
Compozitorul a început lucrul la acest cvartet de coarde nu mai devreme de sfârșitul lunii decembrie 1873, conform memoriilor fratelui său Modest⁠(d), care relata că Piotr lucra în acea lună la primul allegro. Compoziția a fost finisată peste o lună; la 26 ianuarie (S.N. 7 februarie) 1874 Piotr și-a anunțat fratele Anatoli⁠(d) că „a scris un nou cvartet”, care în scurt timp urma să fie interpretat la o serată a lui Nikolai Rubinstein⁠(d). Nu este clar când a avut loc acea serată, dar sunt cunoscuți membrii primei orchestre care au interpretat cvartetul: Ferdinand Laub și Jan Hřímalý (viori), Iulii Gherber (violă) și Wilhelm Fitzenhagen (violoncel). Aceiași muzicieni au interpretat cvartetul și la premiera acestuia la scară largă, la 10 aprilie (S.N. 22 aprilie) 1874, la Moscova.
Cvartetul a fost dedicat Marelui Duce Constantin Nicolaevici al Rusiei, care în 1873 venise în fruntea Societății Muzicale Ruse⁠(d). La scurt timp, Ducele l-a invitat pe compozitor la o recepție și l-a tratat cu multă amabilitate.

## Structură
Cvartetul este scris în patru părți:
1. Adagio — Moderato assai (Fa major, 226 tacturi)
2. Scherzo: Allegro giusto (Re bemol major, 285 tacturi)
3. Andante ma non tanto (Fa minor, 211 tacturi)
4. Finale: Allegro con moto (Fa major, 245 tacturi)

Tema părții a treia a fost preluată de Rodion Șcedrin în muzica baletului Anna Karenina⁠(d), ca laitmotiv al eroinei principale.

## Critică
Noua compoziție a fost bine primită; publicația „Fișa muzicală” (rus. «Музыкальный листок» – „Muzîkalnîi listok”) informa că premiera a avut un succes „mare și binemeritat”. Cvartetul a plăcut interpreților, iar Ceaikovski însuși recunoscu, într-o scrisoare adresată fratelui său Modest la 29 octombrie (S.N. 10 noiembrie) 1874, că aceasta este, în opinia sa, cea mai bună compoziție pe care a pus-o pe note. Pe de altă parte, Anton Rubinstein, audiind partitura la serata fratelui său, a apreciat-o negativ, găsind că aceasta nu corespunde stilului de cvartet.